# Ukaturaka
Isla Ukaturaka (en francés:Île Ukaturaka) es una de las islas más grandes en el río Congo. Se encuentra en el país africano de la República Democrática del Congo, 74 km aguas arriba de Mbandaka, y precede a la Isla Esumba. Está bordeada por el referido río hacia el norte y en el sur por el canal Ukaturaka. Mide cerca de 100 km de longitud.